# Herma Blum
Herma Blum (* 13. Mai 1911 in Düsseldorf; † 14. November 2002 in Ahlen) war eine deutsche Kunsthandweberin.

## Leben und Werk
Herma Blum und ihre Zwillingsschwester Anita Blum-Paulmichl wurden 1911 in Düsseldorf geboren. Die Mutter Berta Blum war Schneiderin, der Vater Nikolaus Blum Modeschöpfer. Die Mädchen verloren ihren Vater früh im Ersten Weltkrieg; Berta zog mit ihren Töchtern nach Kleve.
Dort besuchten sie die Marienschule, ein katholisches Lyzeum. 1926 begann die fünfzehnjährige Herma eine Lehre als Handweberin in der Werkstatt von Maria und Sofia Fleischhauer in Kleve. Nach Abschluss der Lehre besuchte Herma von 1929 bis 1932 die Werkkunstschule in Düsseldorf. Im darauffolgenden Jahr wurden ihre Arbeiten zum ersten Mal im Rahmen der niederrheinischen Kunst- und Kulturwochen ausgestellt. Unter dem Titel „Vergesst das Handwerk nicht“ wurden „Herma Blums deftige Webereien“ positiv erwähnt. Im selben Jahr gründete sie ihre erste Werkstatt am Kurfürstenplatz in Kleve im Kunsthaus von Jupp Brüx. Einige Jahre später legte sie ihre Prüfung als Handwebmeisterin ab. Ab 1942 unterrichtete sie nebenbei an der Textilfachschule in Krefeld. Im Dezember 1943 feierte sie ihr 10-jähriges Betriebsjubiläum. Im Interview verwies sie darauf, dass es ihr nicht darum gehe, zu weben „sondern das Weben zu einer Kunst zu bringen“.
Am 7. Oktober 1944 wurde Kleve bombardiert und großflächig zerstört. Blum floh mit ihrer Mutter, der Schwester Anita und deren zweijährigen Sohn Peter nach Mahlpfuhl (Altmark). Mit Kriegsende machte sich die Familie auf den Heimweg nach Kleve, blieb jedoch in Ahlen liegen, weil das Benzin ausgegangen war. Die kleine Gruppe beschloss zu bleiben. Sie hatten Glück und fanden schnell Unterstützung bei der Kolpingfamilie. In einer uralten, später abgerissenen Kegelbahn, kamen sie unter. Bereits im August 1945 inserierte Herma Blum auf der Suche nach Webstühlen, Spinnrädern etc.  Nach eigenen Entwürfen ließ sie Hoch- und Flachwebstühle von den örtlichen Tischlern bauen, sodass sie ihre Werkstatt an der Weststraße 86 im Garten der Gaststätte Münstermann (heute Lindenhof) bereits im Herbst 1945 beziehen konnte.
1946 wird sie Obermeisterin der Weberinnung im Regierungsbezirk Münster und Leiterin der Meisterprüfungskommission. Im Februar 1948 wurde die Werkstätte in Ahlen offiziell eingeweiht. Als Obermeisterin bildete sie in ihrer Werkstatt junge Frauen zur Handweberin aus und war für die Ausbildung in den Webwerkstätten im Münsterland verantwortlich. Hier entstanden vor allem Gebrauchstextilien, u. a. Decken, Kissenhüllen, Stoffe für Mäntel, Anzüge, Kleider und Schürzen oder auch Trachtenstoffe. Herma Blums Leidenschaft waren aber Gobelins und Wandteppiche.
1947 wurde Blum Mitbegründerin des AdK – Arbeitsgemeinschaft des Kunsthandwerks in Nordrhein-Westfalen, Kammerbezirk Münster. Außerdem wurde sie Mitglied des 1952 gegründeten Kunstvereins für den Kreis Beckum.
1965 schloss sie ihre Werkstatt an der Weststraße in Ahlen, gab die Lehrlingsausbildung auf und zog in eine Wohnung mit einem großen Atelier. Hier entstanden in den Jahren ab 1966 einzigartige, kunstvolle Gobelins.
Mit ihren Produkten reiste sie immer wieder zum Niederrhein in ihre alte Heimat zu größeren Ausstellungen. So wurden ihre künstlerischen Werke unter anderem in Dortmund, Essen, Witten, Bielefeld, Kleve, Münster, Hamm, Bad Oeynhausen, Warendorf, Beckum, Liesborn, Wesel, Hagen und Ahlen ausgestellt. In den Berichten dazu wurde immer wieder auf das starke künstlerische Empfinden der Webkünstlerin und die besondere Wirkung der verwendeten Farben hingewiesen.
Neben religiösen und floralen Motiven sind es Stadtbilder, Landschaften, Wellen, Fische und Vögel in zahlreichen Variationen, die zeichenhaft das Webbild gestalten. Auch von herumliegenden Wollknäueln ließ sie sich immer wieder inspirieren. Vom Erfinden, Gestalten bis zum Herstellen arbeitete sie in einem geschlossenen Produktionsvorgang, wie ihn auch die Bauhauskünstlerinnen favorisierten. Manche Werke erinnern an Paul Klee, zum Beispiel die rechtwinkligen, streng reduzierten Stadtansichten mit ihren leuchtenden Farbfenstern.
Sie färbte das Material selbst und kreierte immer neue Farbkomposition, vor allem für ihre Gobelins. Das führte dazu, dass sie am Ende ihres Lebens fast erblindet war; die eigenhändige Herstellung der Farben, unter anderem mit Anilin, die ihren Werken die besondere Ausstrahlungskraft gaben, haben wohl dazu beigetragen.
1971 organisierte die Kunstgesellschaft Ahlen eine außergewöhnliche Ausstellung zur Würdigung der Familie Blum-Paulmichl: es wurden die Werke des Ahlener „Künstler-Dreigestirns“ – der Medailleurin Anita Blum-Paulmichl, des Bildhauers Robert Paulmichl und der Textilkünstlerin Herma Blum gemeinsam gezeigt. Zehn Jahre später präsentierte die Stadt im Rathaus die Werke des Dreigestirns in einer Jubiläumsausstellung.
Herma Blum starb am 14. November 2002.
Anlässlich ihres Geburtstages wurde am 13. Mai 2025 ein ihr gewidmeter Frauenort eingerichtet.